# 래리 해그먼
래리 해그먼(Larry Hagman, 1931년 11월 21일 ~ 2012년 11월 23일)은 미국의 배우, 감독, 제작자이다.

## 출연 작품
- 태양광 택시로 세계일주를 (2010)
- Fuel (2008) - 다큐멘터리
- 프라이머리 컬러스 (1998)
- 써드 트윈 (1997)
- 닉슨 (1995)
- 알렉스 추락하다 (1993)
- 위험한 만남 (1982)
- 할리우드의 건달들 (1981)
- 최후의 9일 (1978)
- 슈퍼맨 (1978)
- 빅 버스 (1976)
- 독수리 착륙하다 (1976)
- 스타더스트 (1974)
- 허리케인 (1974)
- 해리와 톤토 (1974)
- 비웨어 더 브롭 (1972)
- 하이어드 핸드 (1971)
- 업 인 더 셀러 (1970)
- 인 함스 웨이 (1965)
- 엔사인 펄버 (1964)
- 핵전략 사령부 (1964)

### 텔레비전
- The DuPont Show of the Month (1958)
- 내 사랑 지니 (1965-70)
- 닥터 웰비 (1970, 1975)
- 댈러스 (1978-91)
- Knots Landing (1980-82)
- In the Heat of the Night (1992-94) - 연출, 미출연
- 닙턱 (2006)
- 댈러스 (2012-13)